# Iacopo Aconcio
Iacopo Aconcio, né vers 1520 et mort vers 1566, est un juriste italien, théologien, philosophe et ingénieur, connu pour sa contribution à l'histoire de la tolérance religieuse,.

## Biographie
Aconcio est né vers 1520 à Trente, en Italie, ou peut-être dans la ville voisine d'Ossana, fils de Gerolamo Aconcio et de sa femme Oliana. Il étudie le droit et devient notaire en 1548 lorsqu'il est admis au Collegio dei Notai de Trente. En 1549, il entre au service du comte Francesco Landriano, un courtisan au service de l'empereur Charles Quint à Vienne auprès duquel il reste durant sept ans, puis vers 1556 il est nommé secrétaire du cardinal Madruzzo, gouverneur impérial de Milan.
Aconcio écrira plus tard qu'il a été attiré par les idées de la Réforme alors qu'il était au service de Landriano. Il sait alors qu'il est dangereux d'exprimer ouvertement ses convictions en vivant en Italie et décide d'embrasser une carrière d'ingénieur militaire qui lui permettrait de vivre en exil en toute sécurité. Il apprend les bases de l'ingénierie en entrant en contact avec des militaires comme Landriano et Giovanni Maria Olgiati. Il prend aussi des notes sur les fortifications qu'il a l'occasion de visiter lors d'un voyage à travers l'Europe .
Lorsque le conservateur Paul IV devient pape en 1555, celui-ci mène une campagne rigoureuse contre l'hérésie dans les États italiens. Aconcio se sent menacé et en juin 1557, renonce à sa foi catholique et s'enfuit d'abord à Bâle puis à Zurich. À Bâle, il rencontre Bernardino Ochino et d'autres réformateurs italiens radicaux. C'est en Suisse qu'il rédige ses premiers ouvrages, Dialogue di Silvio e Mutio, esquissant les critiques luthériennes de l'Église catholique et Summa de Christiana religione, qui présente une vision de la religion purgée des points controversés qui divisaient la chrétienté. Les deux sont publiés en 1558. Parallèlement, il publie un ouvrage profane, De Methodo, hoc est, de recte investigandarum tradendarumque Scientiarum ratione, qui expose une approche de l'enquête intellectuelle qui privilégie une approche rationnelle, presque mathématique, partant de principes premiers clairs et concrets.
En Suisse, Aconcio fait la connaissance de certains des exilés mariaux, des protestants anglais qui ont fui la persécution sous le règne de Marie Ire. En 1558, il s'installe à Strasbourg, puis envisage de partir pour l'Angleterre où il espère un traitement favorable des protestants sous le règne du nouveau souverain, Elizabeth Ire. William Cecil recrutant alors des ingénieurs italiens pour améliorer les fortifications anglaises, Aconcio part pour l'Angleterre en septembre 1559 à la demande du nouveau gouvernement anglais,.
En décembre 1559, il sollicite de la reine l'octroi de brevets sur diverses machines propulsées par des roues hydrauliques. Il s'agit de la première demande de brevet en Angleterre, mais elle ne lui est accordée qu'en 1565. En 1560, il reçoit une pension royale annuelle de 60 livres et en 1561, il est fait sujet anglais. En 1563, il propose un projet de drainage de deux mille acres de marais le long de la rive sud de la Tamise entre Erith et Plumstead. Le chantier est d'abord couronné de succès, mais le mauvais temps inonde ce qui a pu être gagné, et Aconcio est obligé de céder le contrôle du projet à son partenaire, Giovanni Battista Castiglione, et à d'autres investisseurs. Ce n'est qu'en 1564 qu'il est embauché comme ingénieur militaire pour participer à un examen conjoint des fortifications en cours de développement au château de Berwick, l'un des bastions les plus importants le long de la frontière anglo-écossaise. Le travail effectué par l'ingénieur Richard Lee avait été critiqué par l'expert italien en chef du gouvernement, Giovanni Portinari, et Aconcio est envoyé à Berwick pour proposer une autre approche. Il fait ses propres suggestions de conception, dont certaines sont mises en œuvre.
À son arrivée à Londres, il rejoint l'Église réformée néerlandaise d'Austin Friars (en), mais accusé d'être « infecté d'opinions anabaptistes et ariennes », il est exclu du sacrement par Edmund Grindal, évêque de Londres.

## Œuvre
Avant d'arriver en Angleterre, il a publié un traité sur les méthodes d'investigation, De Methodo, hoc est, de recte investigandarum tradendarumque Scientiarum ratione (Bâle, 1558, in-8) où son esprit critique le place en dehors des communautés religieuses reconnues de son temps. Son hétérodoxie est révélée dans son Stratagematum Satanae libri octo, parfois abrégé en Stratagemata Satanae, publié en 1565 et traduit dans diverses langues :ces Stratagèmes de Satan sont les croyances dogmatiques qui louent l'église chrétienne. Aconcio cherche à trouver le dénominateur commun des diverses croyances, et pour y parvenir, il doit réduire le dogme à sa plus simple expression, mais ses conclusions sont généralement rejetées. Stratagemata Satanae n'est traduit en anglais qu'en 1647, mais par la suite, l'ouvrage gagne en influence parmi les théologiens libéraux anglais.
Aconcio trouve plus tard un mécène en la personne de Robert Dudley, 1er comte de Leicester, et meurt vers 1566.

## Ouvrages
- Stratagematum Satanae libri octo (1565)
- De methodo sive recta investigandarum tradendariumque artium ac scientarum ratione libellus, (1558) (édition moderne : De methodo e opuscoli religiosi e filosofici, édité par Giorgio Radetti, Florence : Vallecchi, 1944)
- Somma brevissima della dottrina cristiana
- Una esortazione al timor di Dio
- Delle osservazioni et avvertimenti che haver si debbono nel legger delle historie
- Traduction anglaise, Darkness Discovered (Satans Stratagems), Londres, 1651 (éd. en fac-similé, 1978 Scholars' Facsimiles & Reprints,). [2]
- Trattato Sulle Fortificazioni, édité par Paola Giacomoni, Giovanni Maria Fara, Renato Giacomelli et Omar Khalaf (Firenze : LS Olschki, 2011). (ISBN 978-8-8222-6068-0)